# پن وین (پنسیلوانیا)
پن وین (به انگلیسی: Penn Wynne) یک منطقهٔ مسکونی در ایالات متحده آمریکا است که در پنسیلوانیا واقع شده‌است. پن وین ۵٬۶۹۷ نفر جمعیت دارد.